# Vrbovka drchničkolistá
Vrbovka drchničkolistá (Epilobium anagallidifolium) je druh rostliny z čeledi pupalkovité (Onagraceae).

## Popis
Jedná se o vytrvalou rostlinu dosahující výšky nejčastěji 2–20 cm. Oddenky jsou dlouhé, v létě se vytváří nadzemní výběžky s oddálenými páry malých listů. Lodyha je jednoduchá nebo několik lodyh vytváří trs, často vystoupavá a zprohýbaná, lysá jen se 2 málo zřetelnými pýřitými liniemi, často je načervenalá, vrchol bývá často převislý. Listy jsou vstřícné, jen nejhořejší střídavé, krátce řapíkaté. Čepele jsou nejčastěji vejčité až vejčitě eliptické, světle zelené, asi 1–2,5 cm dlouhé a 0,4–0,7 cm široké, celokrajné, jen horní s nepatrnými zoubky, nanejvýš 5 zuby na každé straně listu. Květy jsou uspořádány v květenstvích, vrcholových hroznech a vyrůstají z paždí listenu, květenství je chudé, obsahuje nejčastěji 2-3 květy, někdy může být květ dokonce jen jeden. Květy jsou čtyřčetné, kališní lístky jsou 4, nejčastěji 2–2,5 mm dlouhé. Korunní lístky jsou taky 4, jsou nejčastěji 3–5 mm dlouhé, na vrcholu mělce vykrojené, růžově červené až růžově nachové barvy. Ve střední Evropě kvete nejčastěji v červenci až v srpnu. Tyčinek je 8 ve 2 kruzích, prašníky jsou 0,4–0,5 mm dlouhé. Semeník se skládá ze 4 plodolistů, je spodní, čnělka je přímá, blizna je celistvá, kyjovitá. Plodem je dlouhá tobolka, je bez přitisklých nežláznatých chlupů, odstále žláznatá, za zralosti olysává zcela, v obrysu čárkovitého tvaru, čtyřhranná a čtyřpouzdrá, otvírá se 4 chlopněmi, obsahuje mnoho semen. Semena jsou cca 1,2–1,5 mm dlouhá, na vrcholu s chmýrem a malým průsvitným límečkovitým přívěskem, osemení je hladké. Počet chromozómů je 2n=36.

## Rozšíření ve světě
Vrbovka drchničkolistá má rozsáhlý ale značně nesouvislý areál. Jejím domovem jsou různá evropská pohoří, jako velehory Pyrenejského poloostrova, Pyreneje, Jura, Schwarzwald, Alpy, některá hercynská pohoří, Apeniny, hory ostrova Korsika, Balkán. V severní Evropě roste ve Skotsku, Skandinávii a v severní části evropského Ruska, dále ji najdeme na Faerských ostrovech, Islandu a v Grónsku. V Asii se vyskytuje na Kavkaze, v pohořích jižní Sibiře, Himálaji, na Kamčatce, Čukotce a Japonsku. V Severní Americe to je Aljaška, části Kanady a velehory USA.

## Rozšíření v Česku
V ČR je vzácný druh vysokohorských pramenišť, mokvavých skalek a horských potůčků. Je známa z Jezerní stěny a od Luzného na Šumavě a ze subalpínského stupně Krkonoš a Hrubého Jeseníku.